# 阿爾謝諾維奇
51°7′19″N 25°21′0″E / 51.12194°N 25.35000°E
阿爾謝諾維奇（烏克蘭語：Арсеновичі），是烏克蘭的村落，位於該國西部沃倫州，由科韋利區負責管轄，面積1.01平方公里，海拔高度174米，2001年人口281，人口密度每平方公里279.32人。